# Licio (scultore)
Licio di Eleutère (in greco antico: Λύκιος?, Lycius; Eleutere, V secolo a.C. – V secolo a.C.) è stato uno scultore greco antico.

## Biografia e opere
Figlio e allievo del famoso Mirone, fu attivo ad Atene nella seconda metà del V secolo a.C.
I documenti storici menzionano numerose sue opere anche se nessuna è stata identificata con certezza: ad Olimpia il maestoso donario di Apollonia d'Epiro, formato da una base semicircolare su cui poggiano tredici statue in emiciclo; ad Atene nel pritaneo, la statua del lottatore di pancrazio Autolico che vinse nel 422 a.C. nelle Panatenee, che qualche storico e critico dell'arte attribuisce a Leocare;nell'angolo sud-occidentale del pianoro dell'Acropoli, tra la gipsoteca e i Propilei, la rappresentazione di un bambino addetto al culto presso il santuario di Artemide Brauronia, recante il vaso dell'acqua lustrale;presso l'ingresso grandioso dinanzi ai Propilei, dove si conservano le basi iscritte, le statue equestri in bronzo di due cavalieri (forse i Dioscuri) erette dopo i successi di Pericle in Eubea nel 446 a.C. Deve essere risolta la questione se queste fossero le statue descritte da Pausania il Periegeta nel II secolo e se corrispondono a quelle degli Argonauti che Plinio il Vecchio enumera come trasferite a Roma.
Non essendo sopravvissuta alcuna opera dello scultore, ma soltanto alcune firme, non è possibile descrivere lo stile artistico di Licio, conoscendo solamente le fonti storiche e letterarie, e nemmeno la cronologia precisa dei suoi lavori, la cui datazione può essere compresa tra il 450 e il 420 a.C..